# 香理-kaori-
香理-kaori-（11月15日 - ）は岐阜県岐阜市出身のシンガーソングライターである。2008年デビュー。
2009年～FC岐阜サポーティングアーティストとして活動している『中日新聞』2009年6月11日付、岐阜近郊版。2009年6月重要有形民俗文化財村国座でコンサートを行う『岐阜新聞』2006年6月16日付、岐阜県内版。

## ディスコグラフィー

### ミニアルバム
1. Aroma（2008年11月12日）
2. Orange（2010年7月9日）

## ラジオ番組
- 香理-kaori-のアロマな時間（2009年 -  、岐阜放送）
- 香理-kaori-のVIVAアーティスト（2010年 -  、シティエフエムぎふ）